# 威克菲爾德-241街車站
威克菲爾德-241街車站（英語：Wakefield – 241st Street station）是紐約地鐵IRT白原路線的總站，位於布朗克斯威克菲爾德241街及白原路交界，任何時候都有2號線列車服務。此站是整個紐約地鐵系統當中最北端的車站。

## 車站結構
| P 月台層 | 側式月台，不使用 | 側式月台，不使用                                                |
| P 月台層 | 2號軌道          | ← 往夫拉特布什大道-布魯克林學院 (涅雷大道) → ← (無服務：干丘路) |
| P 月台層 | 島式月台         |                                                                 |
| P 月台層 | 3號軌道          | ← 往夫拉特布什大道-布魯克林學院 (涅雷大道) → ← (無服務：干丘路) |
| P 月台層 | 側式月台，不使用 |                                                                 |
| M        | 夾層             | 閘機、車站詢問處、MetroCard自動售票機                           |
| G        | 街道             | 出入口                                                          |

此站設有兩條軌道，一個中央島式月台和兩個不使用的側式月台。車站北端設有兩條軌道的止衝擋。車站曾被設定為西班牙式月臺佈局，下車乘客使用側式月台而上車乘客使用島式月台，但現時所有乘客都使用島式月台。出口位於北端。
車站南端分成三條軌道前設有一條軌道連接239街車廠。

## 外部連結
- nycsubway.org—IRT White Plains Road Line: Wakefield–241st Street
- nycsubway.org — Permanent Residents and Visitors Artwork by Alfredo Ceibal (2006) （页面存档备份，存于）
- Station Reporter — 2 train
- The Subway Nut — 241st Street-Wakefield Pictures （页面存档备份，存于）
- 241st Street entrance from Google Maps Street View
- Platform from Google Maps Street View （页面存档备份，存于）